# دونالد اوبراين
دونالد اوبراين (بالفرنسية: Donal O'Brien )‏ (و. 1930 – 2003 م) هو ممثل أفلام من جمهورية أيرلندا، وفرنسا، ولد في بو، توفي في روما، عن عمر يناهز 73 عاماً.

## وصلات خارجية
- دونالد اوبراين على موقع IMDb (الإنجليزية)
- دونالد اوبراين على موقع روتن توميتوز (الإنجليزية)
- دونالد اوبراين على موقع ألو سيني (الفرنسية)
- دونالد اوبراين على موقع أول موفي (الإنجليزية)
- دونالد اوبراين على موقع قاعدة بيانات الأفلام السويدية (السويدية)
- دونالد اوبراين على موقع قاعدة بيانات الفيلم (الإنجليزية)
- دونالد اوبراين على موقع كينوبويسك (الروسية)